# 肉食性カイメン

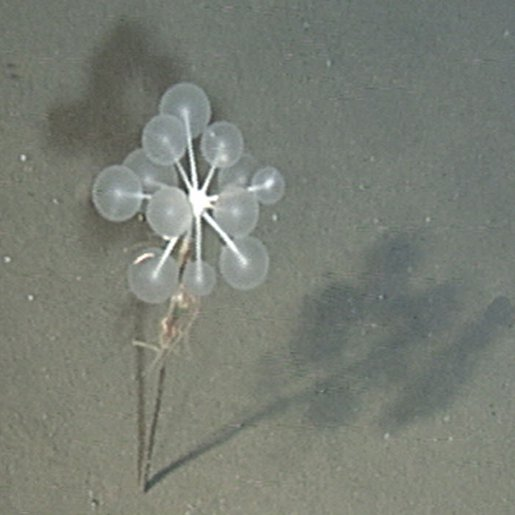
肉食性カイメンの一つ
Chondrocladia lampadiglobus
いわゆるピンポンツリースポンジである。

肉食性カイメンとは、一般のカイメンとは異なり、ごく小型の動物を捕食するカイメンのことである。深海および、海中の洞窟に産し、触手のように伸びた突起で微小動物を捕獲する。

## 概説
カイメンは一般的には体表の穴から水を吸い込み、そこに含まれる微細な有機物微粒子や微生物などを襟細胞などで捕捉する。しかし肉食性カイメン、Carnivorous sponge といわれるものは、体表の細長い突起で小型の動物を捕まえて食べる。
この類は体表から細い枝を多数伸ばした形となっており、この部分にある鈎状の骨片により、微少な甲殻類を捕食する。それとは対照的に、一般のカイメンでは発達している水溝系と呼ばれる濾過摂食のための構造は退化している。
このような型のカイメンは Cladorhizidae という１つの科に含まれる。最初にこの習性が発見されたのは1995年、海底洞窟の内部であった。このようなカイメンは主として深海に広く分布する。

## 特徴
このような性質のカイメンは、現在のところ Cladorhizidae という1つの科に含まれる。この科のものは、一見するとヒドロ虫のような独特の外見をしている。基部には細い柄があり、本体の表面からは細い紐状の突出部が多数出ている。
内部構造としては海綿動物の基本的な構造である水溝系(canal system)が非常に、あるいはほぼ完全に欠如している。先端にあるはずの大孔等もほぼ見て取れない。内部には襟鞭毛室もなく、非常に分枝の多い放射状の細胞を含むまばらな組織からなる。細胞間には様々な細菌や細菌を含む細胞が多く含まれる。
表面から突き出る紐状突起の表面には小さな骨片が多数、直角に突き出ており、マジックテープを思わせるものとなっている。

### 摂食方法
この類は小型動物を受動的に捕捉する。表面がマジックテープのようになった紐状の突起はこれに有効に働く。
Asbeestopluma hypogea という種を用いた詳細な研究によると、この種の捕食は以下のように行われる。

#### 捕獲
この種では細長い柄の先端に塊状の本体があり（柄の長さ12-14mm、本体は長さ8mm、幅1.2mm）、その表面から30-60本の突起が出ている。この突起は軸方向に配置した大型の骨片と表面の小さな骨片を多数含む。表面の骨片は基部の歯によって保持されている。この骨片は鈎状で、長さは5-6μm、軸とはほぼ40°の角度で突出している（Vacelet & Duport(2004)p.180,182）。
アルテミアのノープリウスのような小型の獲物は単一の触手に引っかかり、飲み込まれる。より大きな獲物は複数の触手に引っかかる。そのような獲物は往々にして数時間も激しく暴れる事があるが、はがれることはまず無く、次第に多数の突起に絡め込まれる。獲物は数時間で死亡するが、これはカイメンの細胞に埋められることでの窒息死と思われる、毒素などが関わっていないことは、ノープリウスなどが2時間くらいは死亡しないことから推察される（Vacelet & Duport(2004)p.182）。
この種の洞窟における主要な餌は2mm程度の大きさの甲殻類で、カイアシ類、等脚類、貝虫類があげられる。他に多毛類が捕まっているのも観察された。これらより大きいアミ類は実験室内の実験では頻繁に捕獲された。ただし野外で観察された個体では大型の餌を多数の突起で包むのがほとんど観察されていない。実験室内の実験では甲殻類の針状突起が特に捕獲部分の骨片に引っかかりやすい事がわかった（Vacelet & Duport(2004)p.182,184）。
このような捕食は完全に受動的に行われるように見えるが、ホルマリンなどで殺した標本では、突起が獲物を捕捉する効果が著しく低下する。おそらく突起表面の細胞が獲物の捕捉に関して働いているのだと思われる（Vacelet & Duport(2004)p.184）。

#### 消化
餌は体表から取り込まれて消化される。多細胞動物において、決まった口も消化器官もなくて消化が行われる例はきわめて独特である。消化の過程は三段階に分かれる（Vacelet & Duport(2004)p.184）。
- 最初の段階

最初の12-24時間、餌はカイメン体表に埋没した状態になる。これは移動してきた長く伸びた細胞の膜によるが、この細胞はカイメンの表面を覆う扁平細胞(pinacocyst)と同じ性質のものである。これによって餌はカイメン本体の表層部に収まる（Vacelet & Duport(2004)p.184）。
- 第二の段階

餌の周りにはカイメン内部から原生細胞(archaeocyte)と細胞内の液胞に多数の細菌を含む菌細胞(bacteriocyte)が集まってくる。獲物の大きさにもよるが、12-24時間後に消化が始まり、クチクラの崩壊の最初の兆候が見られる。共生細菌も、餌の周辺では細胞間でも細胞内でも通常に比べて遙かに密度が高くなる（Vacelet & Duport(2004)p.186）。
- 最終段階

餌の捕獲後2-4日後、甲殻類の身体は崩壊し、餌の部分と確認できるものは原生細胞と菌細胞(bacteriocyte)の食作用により取り込まれる。菌細胞の場合、甲殻類の破片は時として共生細菌を含む液胞の内部に見られる。このようにしてカイメン内部には餌に由来すると判断できるものは次第に見えなくなる。この時期の終わりには原生細胞と菌細胞の内部には食胞と油滴が増加し、また菌細胞の液胞内から細菌が放出される（Vacelet & Duport(2004)p.186）。

## 共生関係
カイメン類は様々な微生物や藻類と共生関係にある例が知られているが、この型のカイメンでは、他のものには見られない共生の例が知られている。
熱水噴出口には深海では通常見られない高密度で特殊な動物群が生育していることはよく知られているが、カイメン類がこれに関わっている例は知られてこなかった。しかし、バルバドス沖の水深4700-4900mにある泥火山において肉食性カイメン Cladorhiza 属の一種の集団が発見された。このカイメンの体内から複数の細菌が発見されている。このカイメンの炭素同位体の比率やメタノールデヒドロゲナーゼ活性の存在が確認できたこと、それに微細構造の特徴は、それらの細菌のどれかがメタン資化能があることを示唆するものである。このカイメンはかなりの比率で細菌から栄養を得ており、また幼生は親から細菌を引き継いでいると見られる。またこのカイメンは他の食肉性カイメンと同様に小型動物を餌として捕らえていることも確かめられている。
このような二通りの炭素供給源を持つことについて、 Vacelet は同類の他のものに比べ、格段に高い密度で生息することが、これによって可能になったのだろうと述べている。

## 分類
肉食性カイメンは現在のところ Cladorhizidae という1つの科にまとめられており、この科には7属、123種が知られる。
この類は食肉性カイメンという性質が知られるまでは以下の3属しか発見されておらず、この発見が多くの研究者の注目を集めたことから分類研究が進んだものである。現在では深海性カイメンにそれまで予想されていなかった高い多様性があると考えられるに至っている。これまでの研究ではそれらは看過されてきた可能性が高い。一つにはこれらが深海の岩場に生息し、そのような場所は一般に深海生物採集に使われるドレッジを引くやり方が使いがたい。またそれらの多くは小型で人目に触れにくく、また岩石のサンプルと共に取り出された場合、破片と化してしまうことが多く、この群に注意を払って研究が進めば、さらに多くのものが発見される可能性が高い。
普通海綿綱・多骨海綿目
- Cladorhizidae
  - Abyssocladia：シンカイハナビ属
  - Cladorhiza
  - Chondrocladia

その後に追加された属には以下のようなものがある。
- Asbeestopluma

ただし同じく多骨海綿目に属するもので、この科に含まれないものにも、この科のものと同様に水溝系などを退化させ、肉食性ではないかと考えられるものもあり、たとえばEuchelipluma はそのような構造を持ち、採集された個体の表面に小型甲殻類が張り付いていたとの観察例もある。また Cladorhizidae そのものが多系統の人為群である懸念もある。 今後の検討が待たれる。

## 歴史
Cladorhizidae に属するものはほぼすべてが深海性で、特にシンカイハナビ属 Abyssocladia は水深8840mで発見されており、これはカイメン類における最深記録である。
この群の発見は19世紀後半にまでさかのぼる。これらは上記のようにカイメンに備わる濾過摂食のための構造を失っており、そのためその摂食の方法については発見当初から議論があった。捕食性を疑う声もあったが、ほとんど顧みられなかった。これはまた彼らが深海性の小型種であり、新鮮な状態で観察することすら難しかったため、詳細な情報が得られなかったためでもある。
ところがフランスにおいてこの属の新種が水深20m程度の海底洞窟に生息しているのが発見された。これによって野外および室内で、新鮮な個体を使って観察することが可能となり、この習性が発見された。この論文はネイチャー Nature誌上に発表された。
これより、この群は注目を受け、深海での探索と浅海の洞窟産の種を使った実験観察が多く行われるようになった。
日本でもシンカイハナビ属 Abyssocladia の2種が伊勢によって発見され、新種として記載された。
日本で発見されたのは伊豆小笠原諸島の明神礁の水深870mの地点で、ここでの発見がこの属の日本における最初の発見である。

## 適応の意義
深海など餌の供給が乏しい環境は、生物に対して極端な負荷をかけ、その結果として摂食方法が浅海に産するものから大きく変わる。一般的に微少な餌をとる濾過摂食者がそのような環境でより大きな餌をとるように変化する例が多い。このカイメンも、そういった例の一つである。Vaceletらは、深海の栄養分が少なく水の流れのない環境がこのような適応を生じた原因ではないかと論じ、またその点で浅海であっても洞窟内の環境は深海に類似していると述べた。